# Ahornpass
Der Ahornpass ist ein 782 m ü. A. hoher Gebirgsübergang im westlichen Niederösterreich zwischen Kogelsbach und Lunz am See. Während die beiden Rampen asphaltiert sind, ist der Passübergang selbst auf einer Länge von 700 Meter nicht ausgebaut und nur über einen geschotterten Güterweg passierbar. Alternativ kann auch der Saugraben benutzt werden, zu dem eine weitere Schotterstraße führt.